# Maicon Oliveira
Maicon Pereira de Oliveira (8. května 1988, Rio de Janeiro – 8. února 2014, Doněck), známý také jako Maicon Oliveira, byl brazilský fotbalový útočník, naposledy hrající za ukrajinský celek FK Illjičivec Mariupol, kde hostoval ze Šachtaru Doněck. Většinu své kariéry mezi dospělými strávil v ukrajinských klubech, s výjimkou půlročního hostování v rumunské Steaue Bukurešť.
Dne 8. února 2014 časně ráno měl se svým vozem Hyundai Elantra automobilovou nehodu, kterou nepřežil.